# Distretto di Timiskaming
Il distretto di Timiskaming è un distretto dell'Ontario in Canada, nella regione dell'Ontario nordorientale. Al 2006 contava una popolazione di 33.283 abitanti. Il suo capoluogo è Temiskaming Shores.